# Franco Cesana
Franco Cesana   (Màntua, 20 de setembre de 1931 - Pescarola, 14 de setembre de 1944) va ser un nen jueu italià, heroi de la resistència partisana. Assassinat pels nazis.

## Biografia
Nascut a Màntua en el si d'una família jueva, el seu pare era  Felice Cesana i la seva mare Ada Basevi; tenia dos germans: Lelio i Ermanno. Va anar a l'escola primaria a Bolonya, però, quan tenia set anys, arran de la promulgació de les lleis racials feixistes, va ser expulsat i va haver de continuar els estudis en una escola improvisada per la comunitat jueva a prop de la sinagoga. El 1939 va morir el pare, i es va traslladar amb la seva mare i el seu germà Lelio a Torí, on va continuar estudiant, sempre en una escola jueva. El 1943, després de l'Armistici entre itàlia i els aliats, les tropes nazis, que ocupaven el centre i el nord d'Itàlia, van iniciar la persecució i captura dels jueus. La família Cesana va haver de fugir a les  muntanyes, i van trobar refugi prop de Serramazzoni. El seu germà gran Lelio es va enrolar amb la columnes de partisans de Giustizia e Libertà i ell va voler seguir-lo. Amb només dotze anys, es va allistar a la brigada Scarabelli de la 2a divisió de Modena Montagna i va participar en nombrosos enfrontaments amb els alemanys. En un d'ells va ser assassinat prop de Gombola di Polinago el 14 de setembre de 1944 quan li faltava poc per complir els tretze anys. Reconegut com a partisà de l'1 de juliol al 14 de setembre de 1944, se li va concedir a títol pòstum la medalla de bronze al valor militar.
Va ser enterrat al cementiri de Pescarola di Prignano fins al 1957, després a l'Ossari Monument als Partisans Caiguts de la Cartoixa de Bolonya i el seu nom és recordat al santuari de la Piazza del Nettuno.
Una escola primària a Bolonya i una a Roma van rebre el seu nom.

## Honors
- Medalla de Bronze al valor militar